# Фурм д'Амбер
Фурм д'Амбе́р (фр. Fourme d'Ambert) — французький сир з коров'ячого молока, який вважається одним із найніжніших сирів з блакитною пліснявою.

## Історія
Фурм д'Амбер один з найстаріших французьких сирів. Є припущення, що його виготовляли ще в часи Римської імперії і гальські друїди використовували цей сир при відправленні своїх культів поклоніння язичницьким богам.
У VIII—IX століттях Фурм д'Амбер виготовляли на території сучасної провінції Овернь. У невеликому овернському містечку Шолм (фр. Chaulme) стоїть каплиця споруджена у IX ст., над вхідними воротами якої можна побачити сім обтесаних каменів, які назвалися «десятиним камінням». Це була свого роду «шпаргалка» для кріпаків, які зобов'язані були приносити священикам десятину. На каменях висічені відповідно масло, ковбаса, шинка, яйця, сіно, зерно і сир у формі Фурм д'Амбер.
Протягом століть Фурм д'Амбер робили виключно селянські господарства. У літній період (з червня по жовтень) жінки і діти влаштовувалися в легких сараях, які назвалися «жасерія» (фр. jasserie) і служили одночасно хлівом для худоби, сироварнею і житлом для людей.
У XIX столітті жасерії набули поширення на всій території Оверні, проте в XX столітті їх поступово стали витісняти спеціалізовані ферми для виробництва сирів.
У 1900 р. було вироблено близько 200 т. Фурм д'Амбер. Сьогодні ж його щорічне виробництво оцінюється в 7000 тонн.
9 травня 1972 р. 1975 року сир отримав вищу категорію якості AOC.

## Виготовлення
Перший етап — у великий чан зливається молоко. Молоко в чані нагрівається до 32 °C. В нього додають пеніцил для утворення цвілі і сичужну закваску для згущення. Потім сирну масу подрібнюють і понад годину місять (щоб відокремити сироватку).
Другий етап — розкладка сирної маси по формах. Поки сирна маса місилась, кожна крупинка покрилася тонкою плівкою. Ця плівка не дає зернятам злипатися під час розкладки по формам. В порожнинах, що утворились, згодом з'являється благородна пліснява.
Третій етап — видалення сироватки. Форми із сирною масою поміщаються у велике тепле приміщення на добу, протягом якої їх кілька разів перевертають. Таким чином зливається сироватка. Майбутній сир приймає остаточну циліндричну форму і вагу (близько 2 кг).
Четвертий етап — соління сирів. Сир або обсипають вручну дрібною сіллю, або опускають в соляний розчин на кілька годин. Після соління сир повинен полежати дві доби в добре провітрюваному приміщенні.
П'ятий етап — проколювання сиру наскрізь товстими довгими голками. Таким чином проробляються вентиляційні ходи, так як цвілі для свого розвитку необхідний кисень. Завдяки цим ходам цвіль буде нормально розвиватись навіть в самому центрі під час дозрівання сиру.
Шостий етап — дозрівання. Дозрівання відбувається в прохолодному приміщенні. Перша цвіль з'являється через кілька днів. З того часу, потрібно мінімум 28 діб, щоб Фурм д'Амбер придбав характерний ніжний смак і аромат.
Зона виробництва сиру Фурм д'Амбер сьогодні охоплює департаменти Луара і Пюї-де-Дом, а також кілька гірських комун сусіднього департаменту Канталь.

## Характеристика
Смак Фурм д'Амбер м'який і витончений. Консистенція сиру пресована, зверху покритий тонкою сухою скоринкою сірого або червонуватого кольору.
Головка сиру має циліндричну форму висотою 19-20 см і діаметром 13 см, вага близько 2 кг.
Фурм д'Амбер подають перед десертом і використовують при приготуванні закусок, салатів, суфле і як начинку до млинців. До сиру краще всього підходять вина Chinon, Saint Nicolas de Bourgueil, Coteaux du Layon.